# Трубадур (стиль)

Пьер-Анри Ревой. Рене Анжуйский в доме Форбен, Паламед де. 1820. Холст, масло. Частное собрание (картина в «стиле трубадур» заказана потомком Форбена)

Стиль трубадур (фр. Le style troubadour) — историко-региональный художественный стиль периода романтизма начала XIX века, получивший распространение главным образом во Франции и, отчасти, в других странах Западной Европы накануне эпохи историзма и стилизаций 1830—1880-х годов. Получил название от средневековых трубадуров.

## Историко-культурные предпосылки формирования стиля
В 1760—1820 годах во многих странах Европы под воздействием идеологии романтизма складывались различные художественные стили и течения, в том числе национально-романтические. Во Франции, как и в других странах, входили в моду «поэмы Оссиана» и романы В. Скотта, породившие увлечения «шотландскими замками» и романтическими костюмами («стиль шотландских баронов»). В аристократических особняках — отелях — и загородных шале декораторы создавали интерьеры в «шотландском», «вальтерскоттовском» и «английском готическом» стилях. Изготавливали тяжёлую мебель резного дуба с готическими мотивами. Название «трубадур» связано с французскими традициями, но стиль «трубадур» можно рассматривать в качестве своеобразной параллели английскому «Готическому Возрождению».
Темы французского Средневековья использовали даже такие непреклонные академисты, как Ж. О. Д. Энгр. Декоратор Жан Зюбер создавал бумажные обои знаменитой серии «Виды Шотландии, или Дама Озера» (Les Vues d'Écosse ou la Dame du Lac). Успехом пользовались обои, имитирующие готическую деревянную обшивку стен с орнаментами «льняных складок» и масверка.
С 1807 года в Париже аналогичные обои выпускала мастерская Жозефа Дюфура, в продукции которой стиль «трубадур» перемежался с «итальянскими пейзажами», «античными фигурами» и композициями в стиле ампир.
В западноевропейской историографии термин «стиль трубадур» часто используют с ироничным оттенком в качестве синонима живописи исторического жанра начала XIX века с идеализированными картинами средневековья и эпохи Возрождения. Во Франции этот термин также относят к соответствующим романтическим стилизациям в архитектуре.
Закат стиля во Франции совпал с окончанием периода Консульства и был вытеснен стилем ампир, имевшим иные исторические и идеологические источники. «Стиль трубадур» ассоциируется с модой, вводимой Жозефиной Бонапарт и Марией Каролиной Неаполитанской, герцогиней Беррийской. Этот стиль тесно связан с современными ему течениями во французской литературе и музыке, но чаще применение этого термина ограничивается живописью и архитектурой.

## История стиля

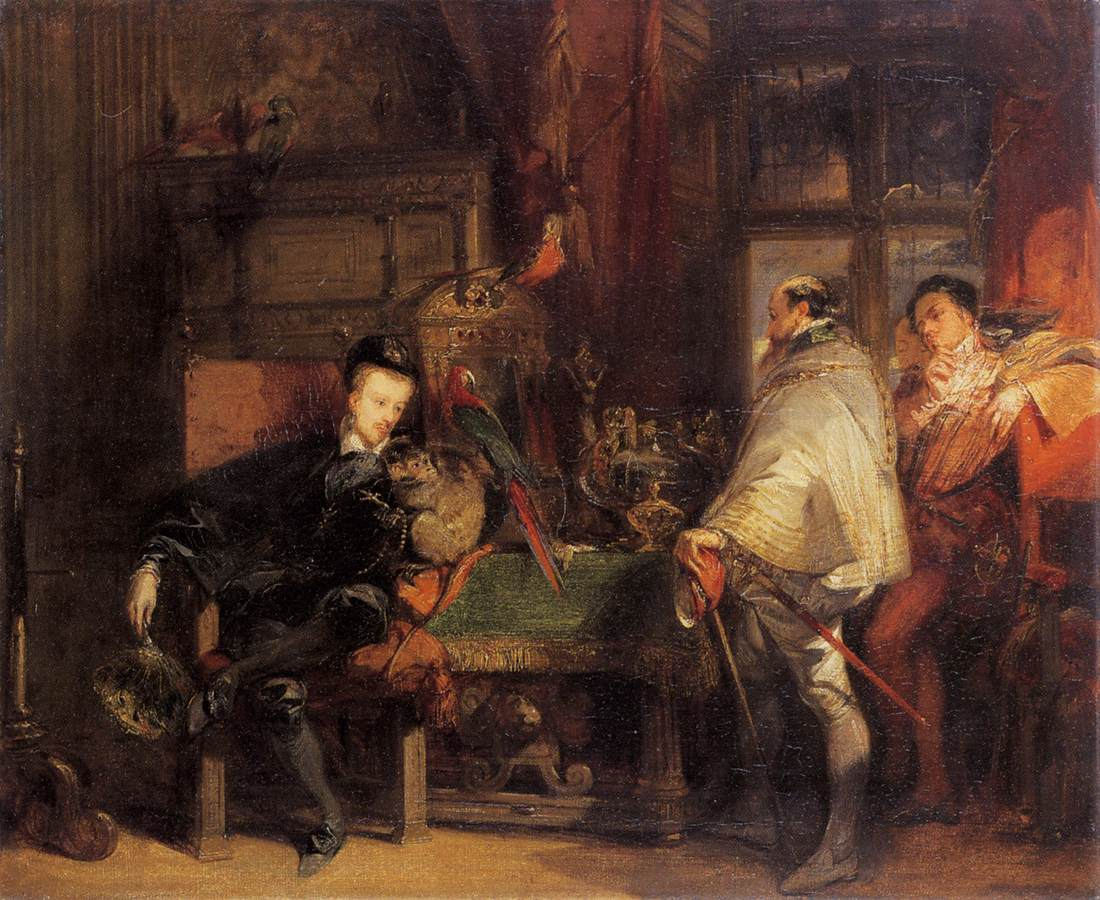
Ричард Паркс Бонингтон. Генрих III. Между 1827 и 1828. Холст, масло. Собрание Уоллес, Лондон

Значительный вклад в зарождение и развитие «стиля трубадур» внесли социально-политическая идеология так называемого «старого порядка» и его институтов, обрядов и обычаев, а также традиционные семейные церемонии в помещениях церкви. Эксгумировав останки королей и выставив на продажу множество предметов, произведений искусства и элементов средневековой архитектуры, деятели французской революции вернули им жизнь. Музей французских памятников и Высшая школа изящных искусств, представили эти обломки средневековья как вызывающие восхищение публики и образцы вдохновения для студентов факультетов изобразительного искусства и в меньшей степени кафедр архитектуры, поскольку преподавание этого предмета было отделено от «изящных искусств» и проводилось в Политехнической школе под руководством Жана-Николя-Луи Дюрана, сурового адепта неоклассической архитектуры, которая характеризовала стили Конвента и Консульства. Позже, после реставрации Бурбонов и под влиянием Катрмера-де-Кенси и Проспера Мериме, новая методика преподавания архитектуры вернула её в лоно изящных искусств, позволив создать новую Академию архитектуры и дав следующий импульс развитию архитектуры в «стиле трубадур».

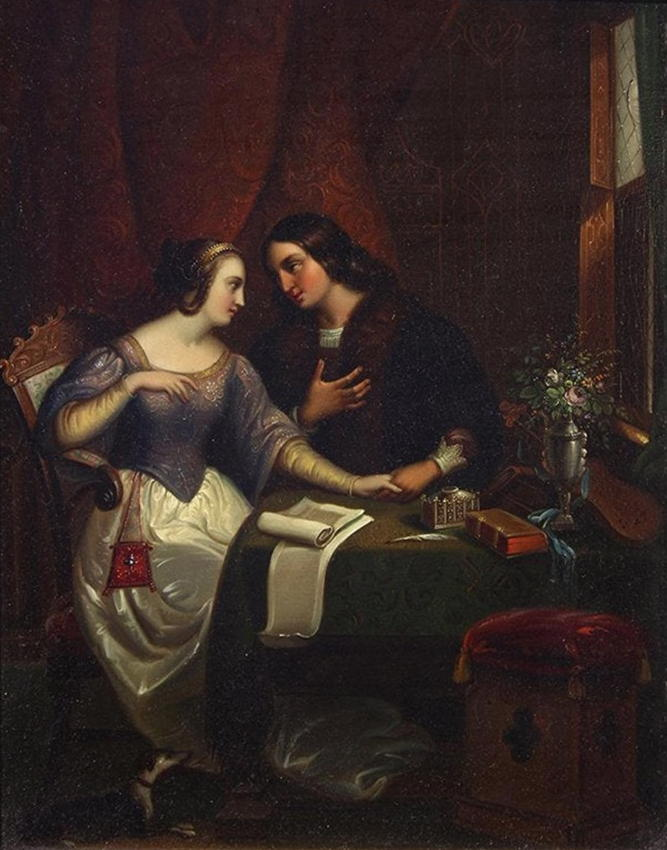
Гойе, Жан-Батист. Элоиза и Абеляр. 1829. Медь, масло. Частное собрание

Важное значение в развитии живописи, скульптуры и литературы, вдохновлённых религиозными темами и сюжетами, имела публикация в 1802 году философского трактата Шатобриана «Гений христианства». Художники и писатели отвергали неоклассический рационализм Великой французской революции и обращались к славному христианскому прошлому. Прогресс истории и археологии на протяжении XVIII века начал приносить плоды, прежде всего, в живописи.
Сам Наполеон не гнушался романтическим художественным течением: он взял в качестве своей Эмблемаэмблемы золотых пчёл с Надгробие надгробия короля Меровингов Хильдерика I, вновь открытой в XVII веке, и считал себя наследником французской монархии. Он также продемонстрировал официальное признание средневековья в символике своей коронации и попытался извлечь выгоду из других атрибутов средневековых французских королей, возможно, даже из их чудесных целительных сил (картина «Посещение Бонапартом жертв чумы в Яффе» Антуана-Жана Гро может рассматриваться как современный аналог творящих чудеса королей древности).

### Основные произведения
- Жан-Батист де Ла Кюрн де Сент-Пале, «История трубадурской литературы», Париж, Дюран Невё, 1774, 2 тома. (1967, переиздание Слаткина).
- Граф де Трессан, «Избранные произведения Трессана, свод отрывков из рыцарских романов», 1782—1791, 12 томов. В том числе: Амадис Гальский, Неистовый Роланд, Маленький Жан из Сантре, Роман о Розе, Кретьен де Труа и др. На гравюрах-вставках, иллюстрирующих эту книгу, пользовавшуюся огромным успехом, представлены сцены с трубадурами.
- Хорас Уолпол, «Замок Отранто».
- Донасьен де Сад, несколько романов в этом ключе, например, «Аделаида Брауншвейгская, принцесса Саксонская», 1812.
- Вальтер Скотт, автор «Песни последнего менестреля» и «Айвенго», весьма популярных во Франции в 1820-х годах.
- Франсуа Жюст Мари Ренуар, «Избранная поэзия трубадуров», Париж, Фирмен-Дидо, 6 томов, 1816—1821.
- Луи Франсуа Мари Беллин де ла Либорльер[фр.], готический писатель начала 19-го века.

## Живопись

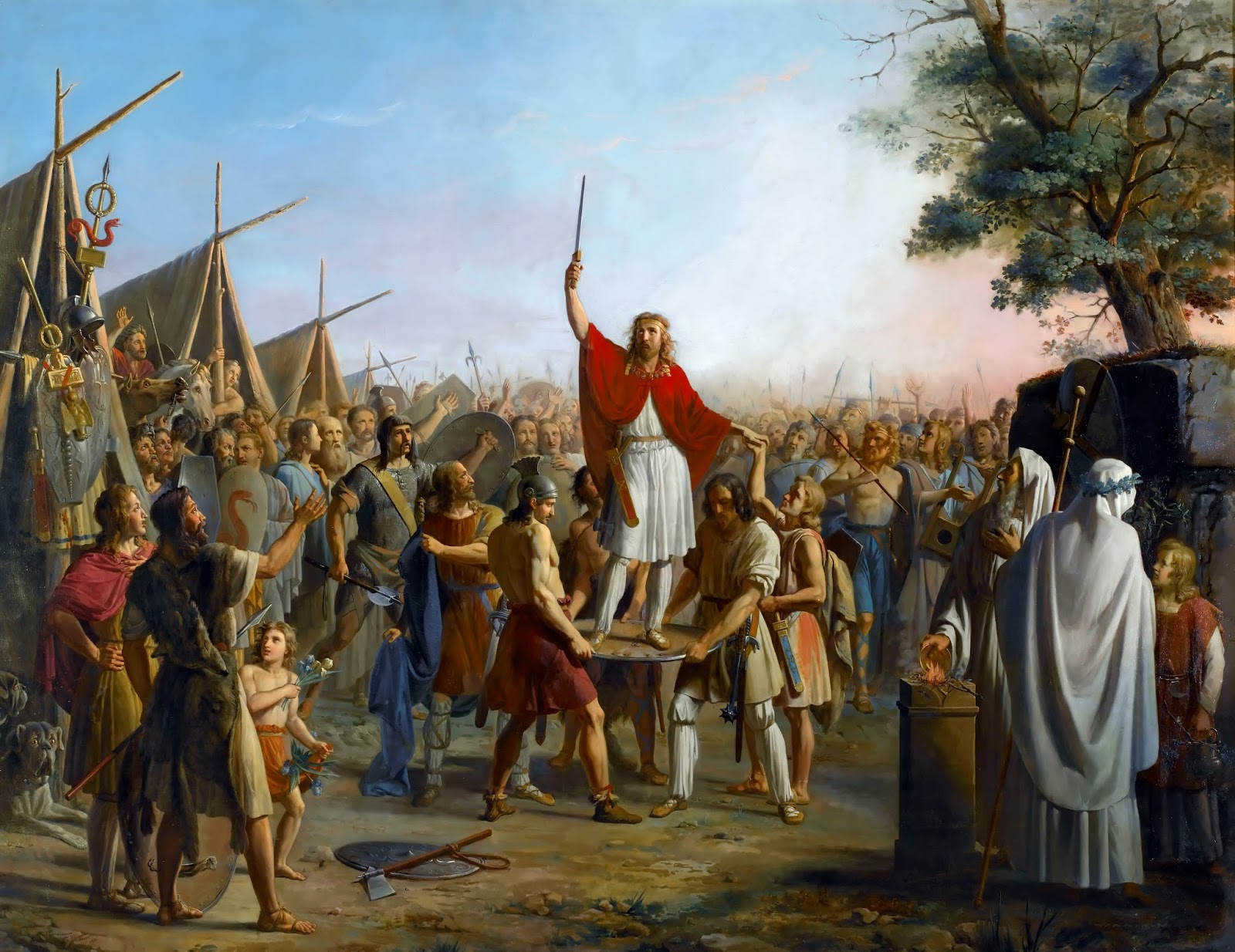
Пьер-Анри Ревой и Мишель Филибер Жено. Фарамонд, поднятый на щите франками. 1845. Холст, масло. Версаль

В живописи «стиль трубадур» представлен прежде всего картинами исторического жанра, изображающими назидательные эпизоды, в которых часто заимствуются композиционные и технические приёмы старых мастеров, в том числе «золотого века голландской живописи». Картины, как правило, были довольно небольшими, «кабинетного формата», зачастую изображающими не эпические и драматичные сцены, а эпизоды повседневной жизни. Помимо выдающихся исторических лиц, часто изображались известные художники и скульпторы прошлого, особенно Рафаэль и Данте. «Леонардо да Винчи умирает на руках Франциска I» работы Энгра — одно из немногочисленных произведений, объединяющих правителей и художников. К этой же теме принадлежит ряд картин Энгра и менее известных живописцев, таких как Пьер Ревой (1776—1842) и Флёри Франсуа Ришар (1777—1852). Бельгиец Хендрик Лейс, на которого повлияла живопись Северного Возрождения, писал в более мрачной версии этого стиля. Ричарда Паркса Бонингтона больше помнят за его пейзажи, но он также писал картины в «стиле трубадур», как и Эжен Делакруа. Апогей развития романтической живописи и, одновременно, её завершение отмечен революцией 1848 года, а позже — приходом реализма сомкнувшегося с академической живописью конца XIX века.

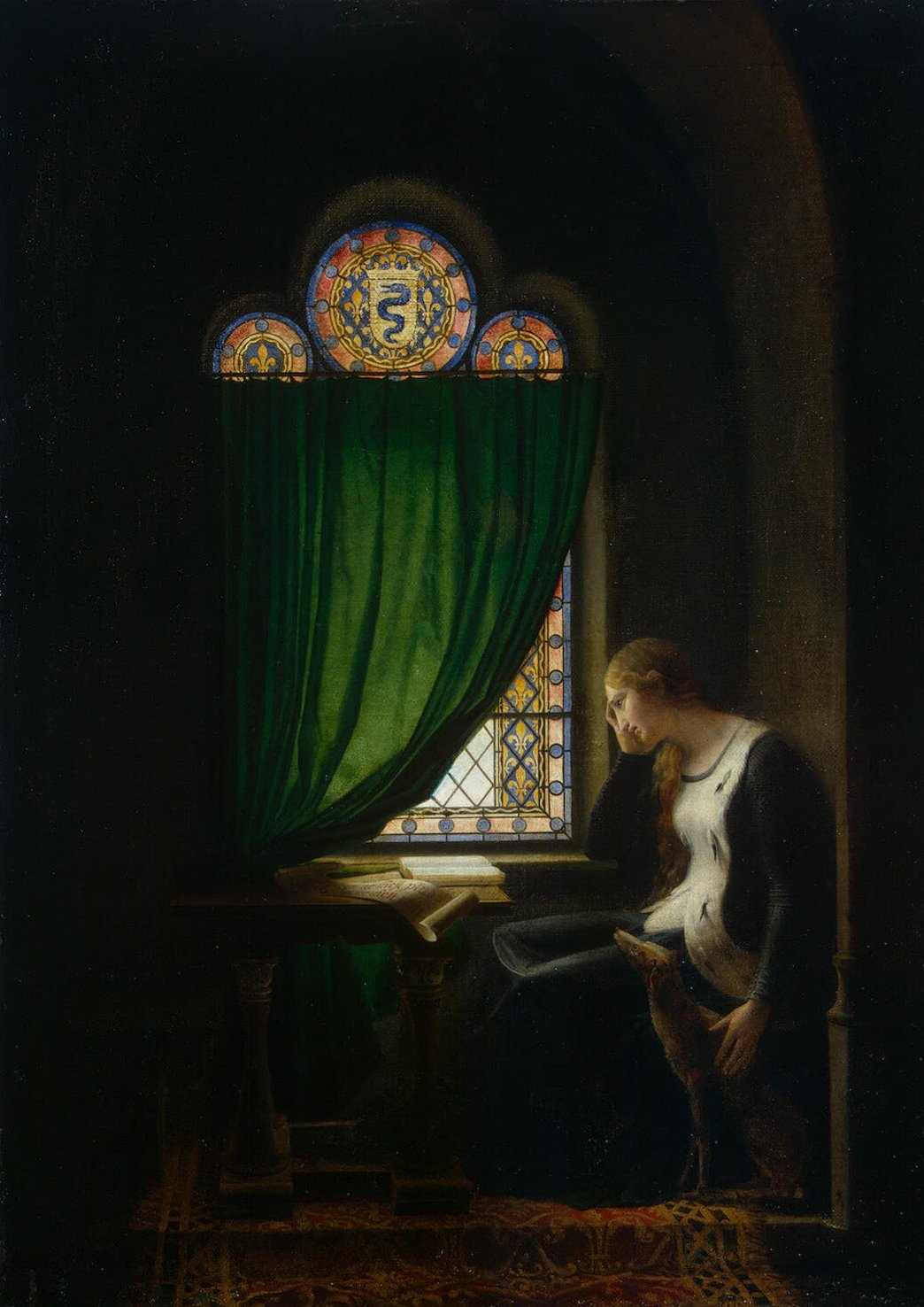
Франсуа Флёри-Ришар. Валентина Миланская, оплакивающая смерть своего мужа Людовика Орлеанского. Ок. 1802. Холст, масло. Государственный Эрмитаж, Санкт-Петербург

Возможно, первая картина в стиле «трубадур» была представлена в Парижском салоне 1802 года в период консульства. Это была работа Флёри-Ришара «Валентина Миланская, оплакивающая смерть своего мужа», идея которой пришла к художнику во время посещения Музея французских памятников. Благодаря трогательному сюжету картина имела огромный успех — увидев её, Жак Луи Давид воскликнул: «Это не похоже ни на что ранее созданное, это новый световой эффект; фигура очаровательна и полна выражения, а зелёная занавеска, пересекающая окно, завершает иллюзию». Композиции, освещенные с дальней стороны сцены, где передний план находился в полумраке, стали «визитной карточкой» первых лет развития стиля.

### Основные произведения
- Пьер-Ноласк Бержере. «Аретино в мастерской Тинторетто». Салон 1822 года.
- Софи Шерадам. «Воспитание Людовика Святого».
- Мишель Мартен Дроллинг. «Последнее причастие Марии-Антуанетты». Париж, Консьержери.
- Луи Дюси. «Тассо читает отрывок из своей поэмы „Освобождённый Иерусалим“ принцессе Элеоноре д’Эсте[фр.]». Картина ранее находилась в собрании императрицы Жозефины. Арененберг, Музей Наполеона.
- Александр-Эварист Фрагонар. «Дон Жуан, Церлина и леди Эльвира». Клермон-Ферран, Музей изящных искусств.
- Александр-Эварист Фрагонар. «Посвящение Франциска I в рыцари Баярдом». Мо, Музей Боссюэ[фр.].
- Барон Франсуа Жерар. «Признание герцога Анжуйского королём Испании». Замок Шамбор.
- Гортензия Богарне. «Отъезд рыцаря». Около 1812 года. Компьенский дворец. Первоначально находилась в замке Пьерфон.
- Жан Огюст Доминик Энгр «Франческа да Римини и Паоло Малатеста». Анже, Музей изящных искусств.
- Жан-Батист Изабе. «Пара, спускающаяся по лестнице турели в замке д’Аркур». Салон 1827 года.
- Александр Менжо. «Франциск I и прекрасная Ферроньера». 1810 год.
- Никола Андре Монсио. «Святой Викентий де Поль приветствует беззащитных детей». Париж, церковь Сен-Жермен-л’Осеруа, копия в Тулузе, в музее медицины.
- Пьер Ревой:
  - «Рене Добрый проводит ночь в замке Паламеда де Форбена[фр.]». По заказу графа де Форбена, потомка Рене Доброго.
  - «Турнир». 1812 г., Лион, Музей изящных искусств;
  - «Выздоровление Баярда». 1817 г., Париж, Лувр;
- Флёри Ришар. «Жак Моле, великий магистр тамплиеров». Приобретена после Салона 1806 года императрицей Жозефиной. Унаследована от Гортензии Богарне.
- Луиджи Рубио. «Несчастная любовь Франчески да Римини». 1832 г.
- Мари-Филипп Купен де ла Купери. «Трагическая любовь Франчески да Римини». 1812 г.

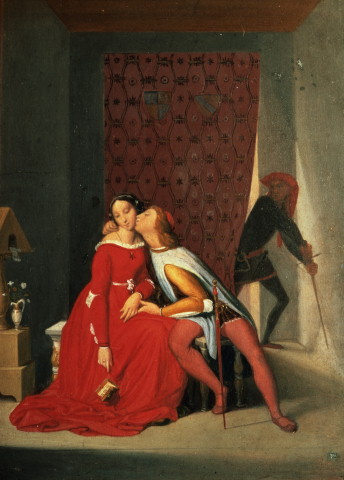
Ж. О. Д. Энгр. Джанчотто обнаруживает Паоло и Франческу. 1819. Холст, масло. Музей Бонна-Эллё, Байонна
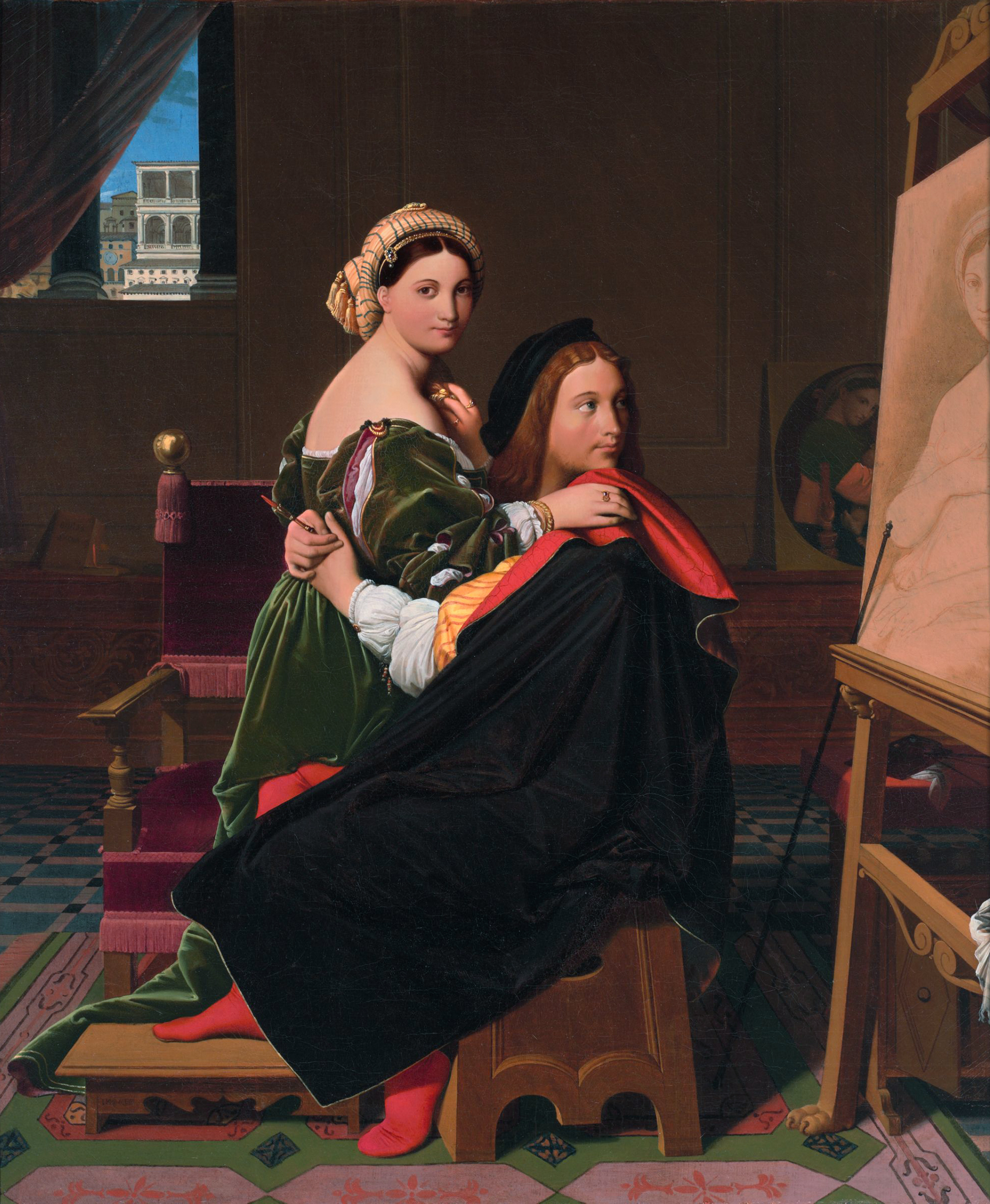
Ж. О. Д. Энгр. Рафаэль и его возлюбленная Форнарина. 1814. Холст, масло. Художественный музей Фогга, Кембридж, США
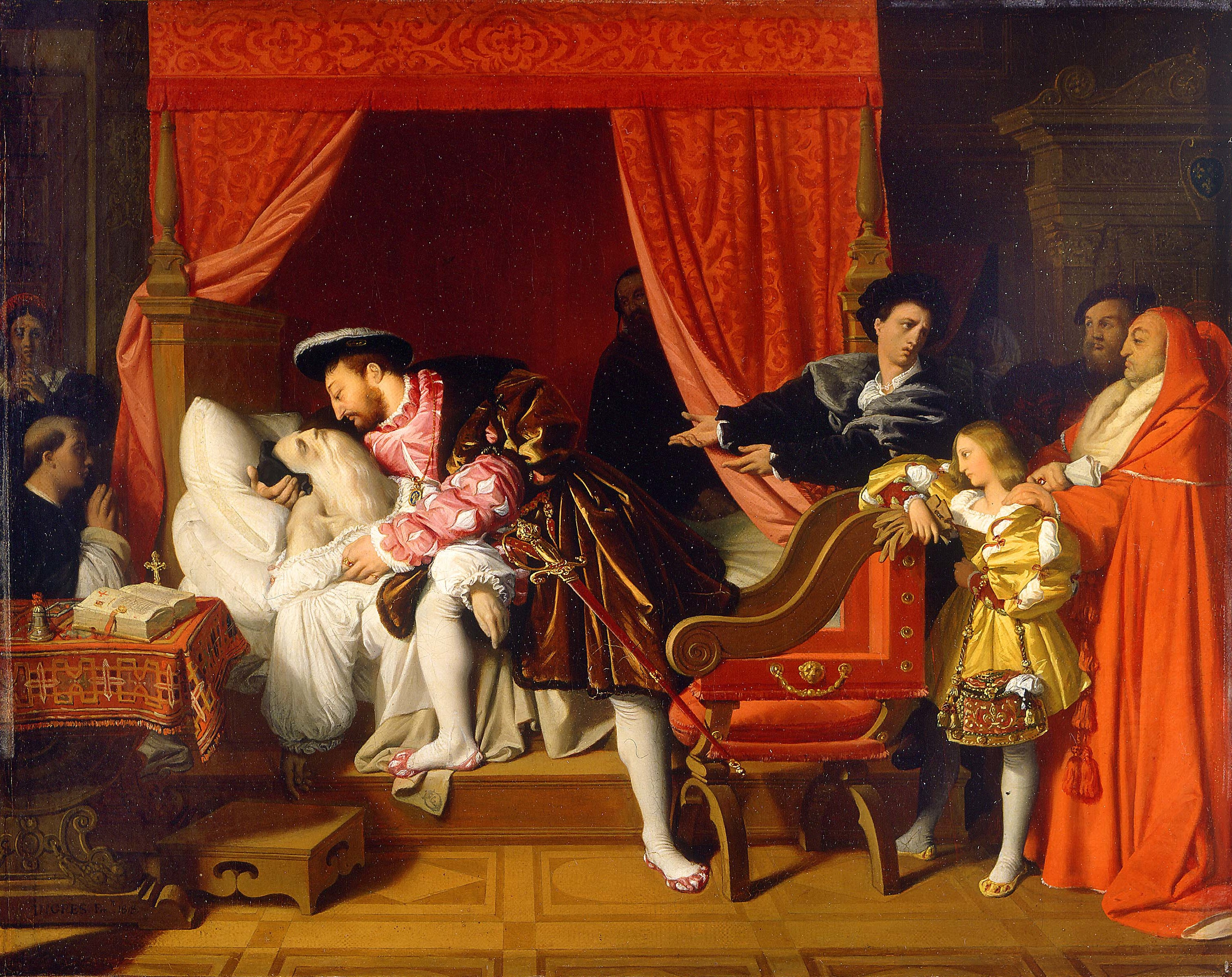
Ж. О. Д. Энгр. Франциск I принимает последний вздох Леонардо да Винчи (Король художников умирает на руках короля Франции). 1818. Холст, масло. Пти-Пале, Париж
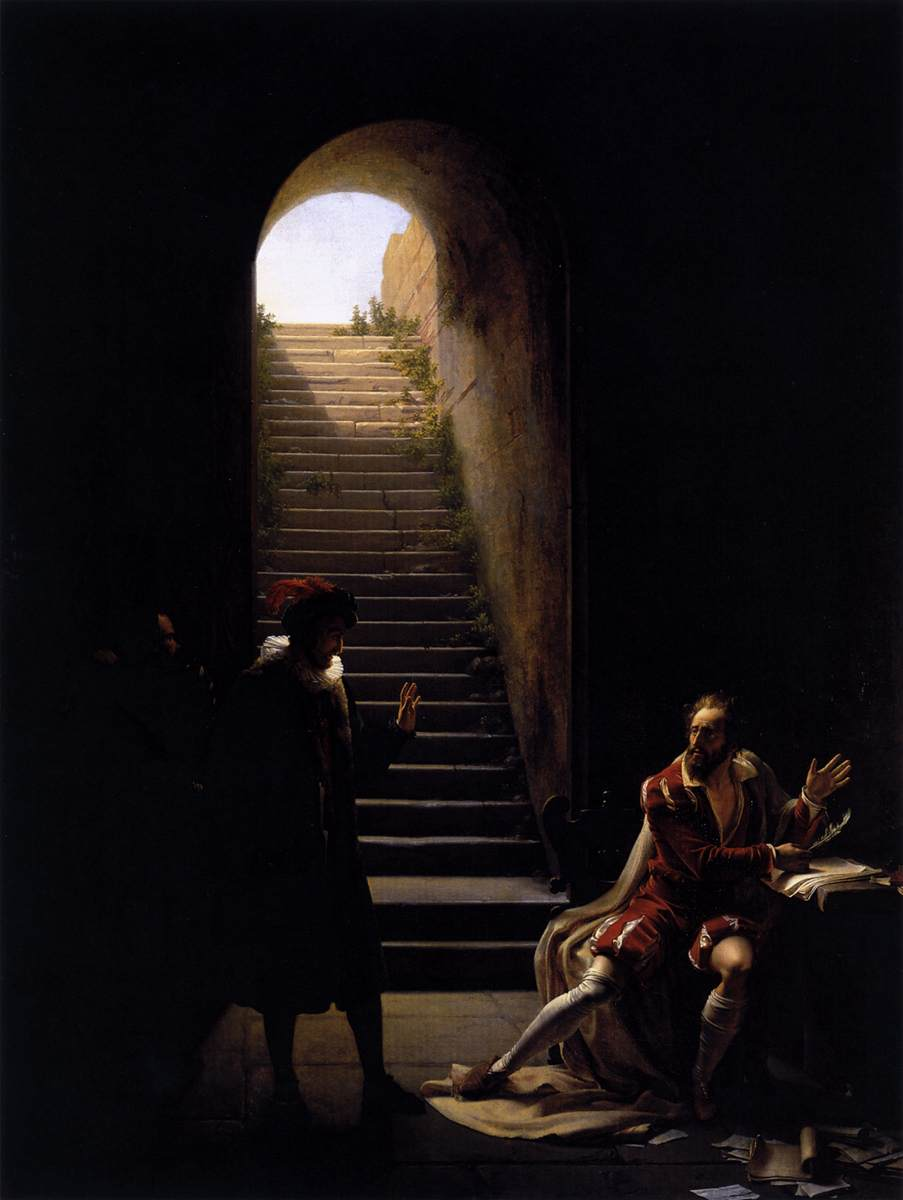
Флёри-Франсуа Ришар. Монтень и Тассо. 1822. Холст, масло. Музей изобразительных искусств, Лион
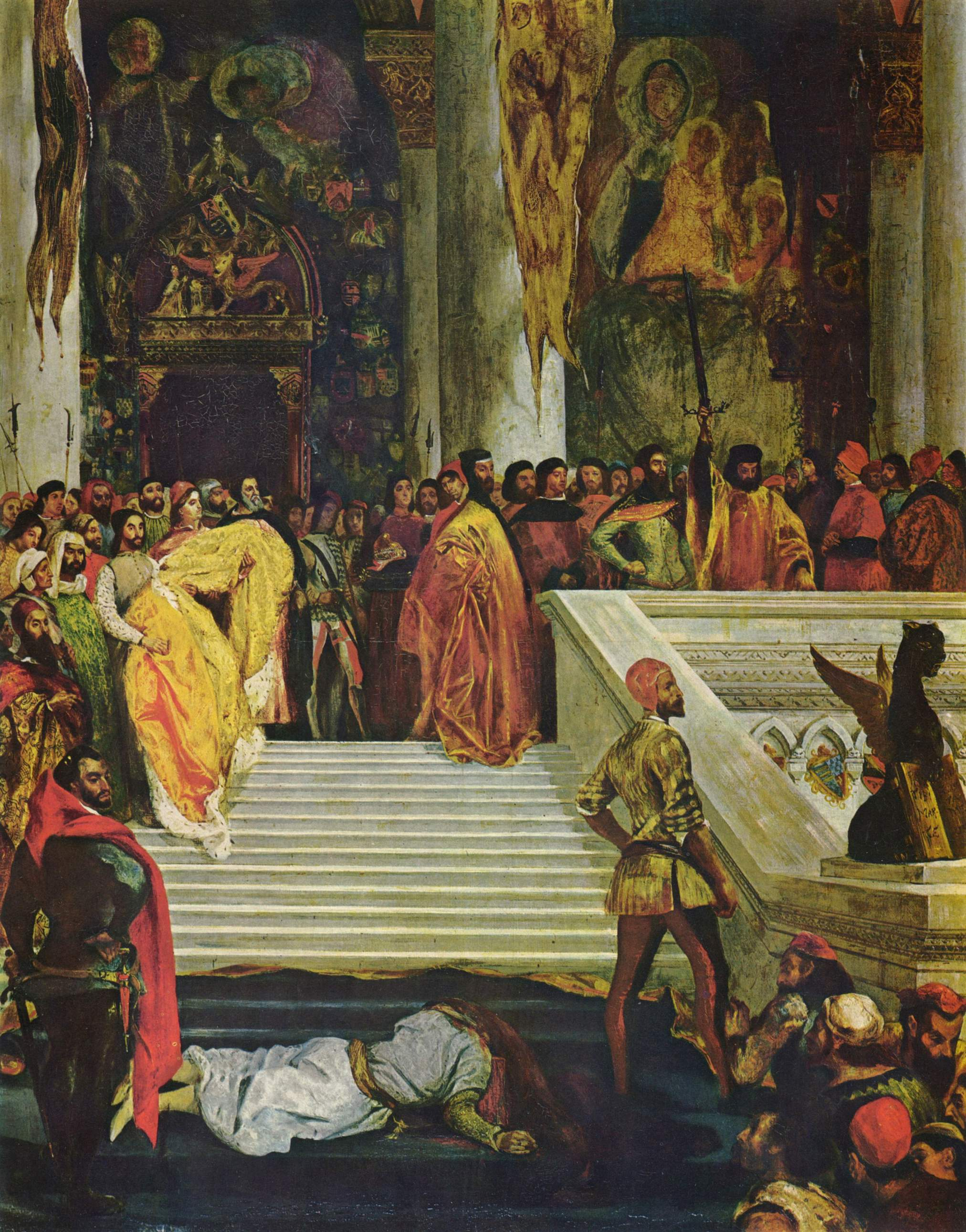
Э. Делакруа. Казнь дожа Марино Фальеро. 1827. Холст, масло. Собрание Уоллеса, Лондон
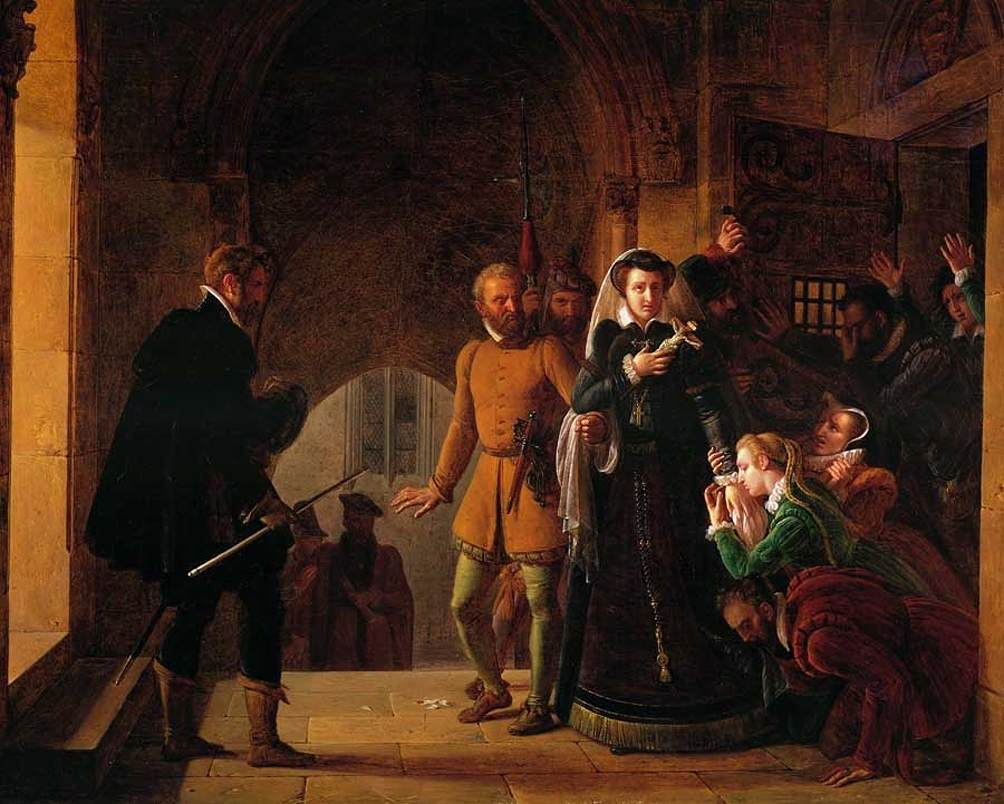
Пьер-Анри Ревой. Мария, королева Шотландии, разлученная со своими последователями. 1822. Холст, масло. Частное собрание

### Критика
Реакция на появление «стиля трубадур», как и на творчество прерафаэлитов в Англии, была неоднозначной. Произведения «в средневековом стиле» рассматривали как чрезмерно сентиментальные или нереалистично ностальгические, «позднее вызывавшие ассоциации с голливудскими костюмированными драмами». Для сторонников стиля его появление расценивалось как возврат к национальным традициям, очищенным от классического (или неоклассического) «греческого и римского влияния» . Небольшой размер многих картин и манеру их выполнения считали отсылкой к живописи «примитивов» (художников к «Северу от Альп»), лишённой облагораживающего итальянского влияния. Для других небольшие размеры доказывали незначительность и недостаток экспрессии в подобных произведениях. Атрибутика и детали обстановки исторических картин: позолота, резьба и инкрустация мебели, золотое шитьё дорогих одежд якобы мешали таким картинам стать чем-то большим, чем простыми украшениями жилых и дворцовых интерьеров.

## Архитектура

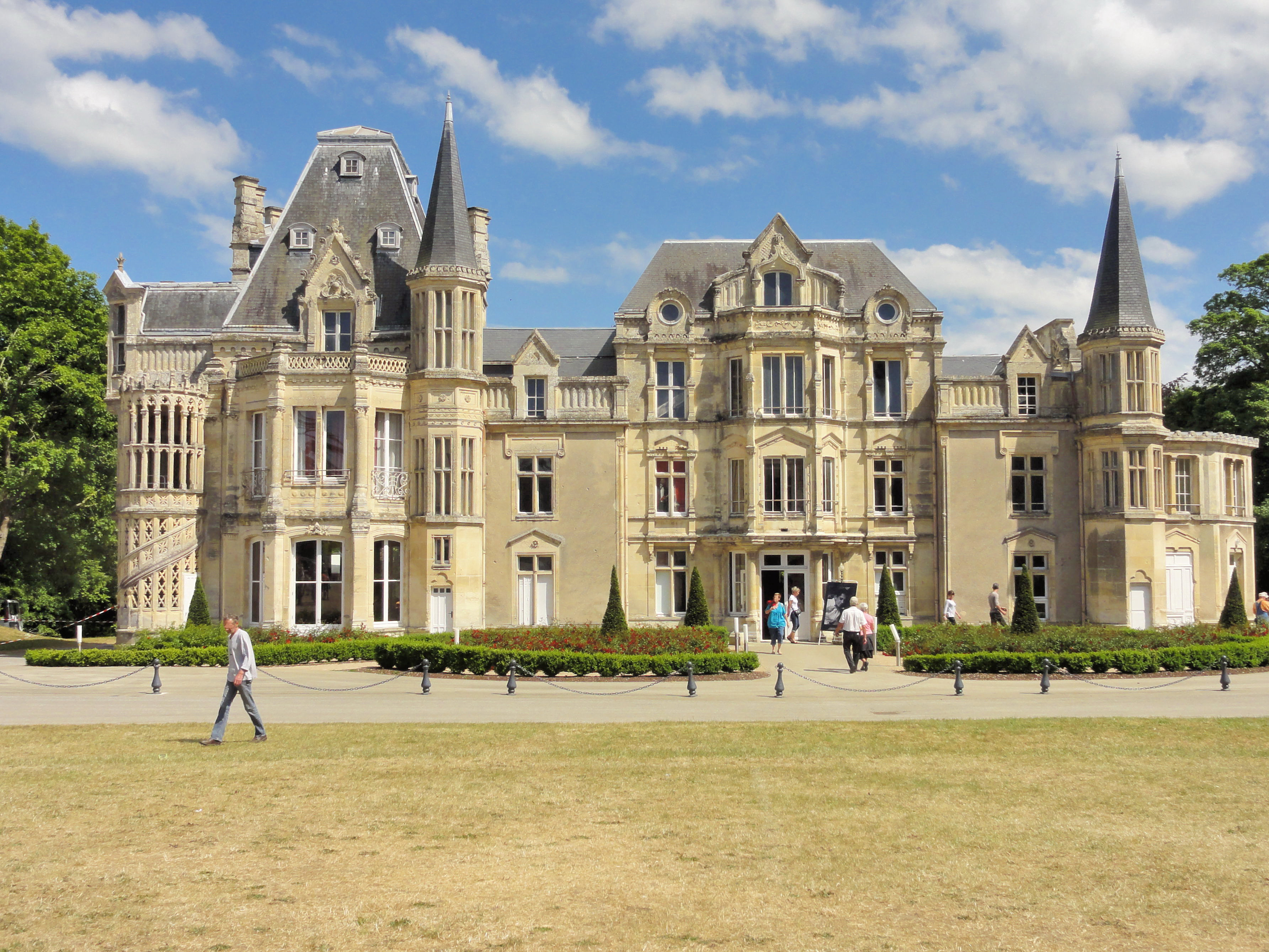
Борегар (замок), Кальвадос, Нормандия. 1864

После того, как стиль «трубадур» в период Французской революции 1848 года, постепенно стал изживаться в живописи, он продолжил своё существование в архитектуре, декоративном искусстве, литературе и театре. Мода на средневековую архитектуру, зародившись в Англии в эпоху расцвета неоготического стиля, распространилась по всей Европе XIX века, но во Франции она ограничивалась главным образом садово-парковой «игровой архитектурой»: «феодальными» зданиями в парках, романтическими павильонами, капеллами, «готическими мостиками», «руинами» и гротами.

### Основные произведения
- Замок Молмон в Сен-При-Брамефан[фр.]. Архитектор Пьер Франсуа Леонар Фонтен. Бывший охотничий домик в королевском владении Рандан[фр.]. Одна из резиденций Луи-Филиппа I.
- Галерея Сен-Луи, Дворец правосудия. Построена в 1835 году Жизором[фр.] (1796—1866) на месте снесённой им готической галереи.
- Замок Пьерфон. Перестройка-реконструкция. Архитектор Эжен Виолле-ле-Дюк.
- Замок д’Олтериб[фр.] в Серментизоне[фр.], перестроенный Генриеттой Онсло, дочерью музыканта Жоржа Онсло.
- Шато дю Барри в Левиньяке, неоготическое крыло, созданное братьями Огюстом[фр.] и Жаком-Паскалем Виребенами[фр.] (1745—1831), архитекторами из Тулузы.
- Шато-де-Ла-Рошпо, реконструкция Мари Полин Сесиль Дюпон-Уайт (1841—1898), вдовы политика Сади Карно.
- Замок Клавьер-Эран[фр.] в Эране, построенный Эрнестом де Ла Саль де Рошмором[фр.].

## Скульптура
Одним из самых известных французских скульпторов, работавших в «стиле трубадур», был Фелисе де Фово.

## Декоративное искусство
«Стиль трубадур» нашёл воплощение в оформлении частных репрезентативных интерьеров и жилых апартаментов: мебели и предметов обстановки, стилизованных под средневековье, от напольных и настенных часов до мебельной обивки и драпри на окнах, в основном, между 1820-ми и 1830-ми годами.
Первые образцы такого рода стали появляться на рубеже XVIII—XIX веков. Между 1788 и 1792 годами краснодеревщик Пьер-Антуан Белланже изготовил для графа графа Морицa Эстерхази четыре стула из позолоченного дерева «готического вида». Несколько лет спустя, во времена Империи, Франсуа-Оноре-Жорж Жакоб-Демальтер был вдохновлён английской мебелью и, среди прочего, в 1810 году изготовил скамеечку для молитвы с аналоем), «створки которых были выполнены в готической форме», для личной капеллы императрицы Марии-Луизы Австрийской в Малом Трианоне. Однако лишь в 1820-х годах стиль «трубадур» в декоративном искусстве начал распространяться среди аристократии и новой буржуазии, в частности, через парижские магазины диковин, такие как «L'Escalier de cristal», «Le Coq Saint-Honoré», знаменитый магазин диковин столяра Альфонса Жиру, или «Le Petit Dunkerque».
Формы и декор мебели в период историзма развивался под влиянием самых разных культур (китайской, японской, восточной, английской или, например, готической), но подобная экзотика как бы накладывалась на простые и удобные неоклассические формы XVIII века. Таким образом, в центре внимания мастеров находился орнамент, в том числе на предметах мебели: причудливая геральдика, смелые цвета, единороги и химеры, смешивающиеся с украшениями в стиле готики и ренессанса, растительные мотивы, обрамляющие фигуры трубадуров, рыцарей и героев. Всё это вместе взятое и определяет стиль «трубадур» во французском декоративном искусстве.

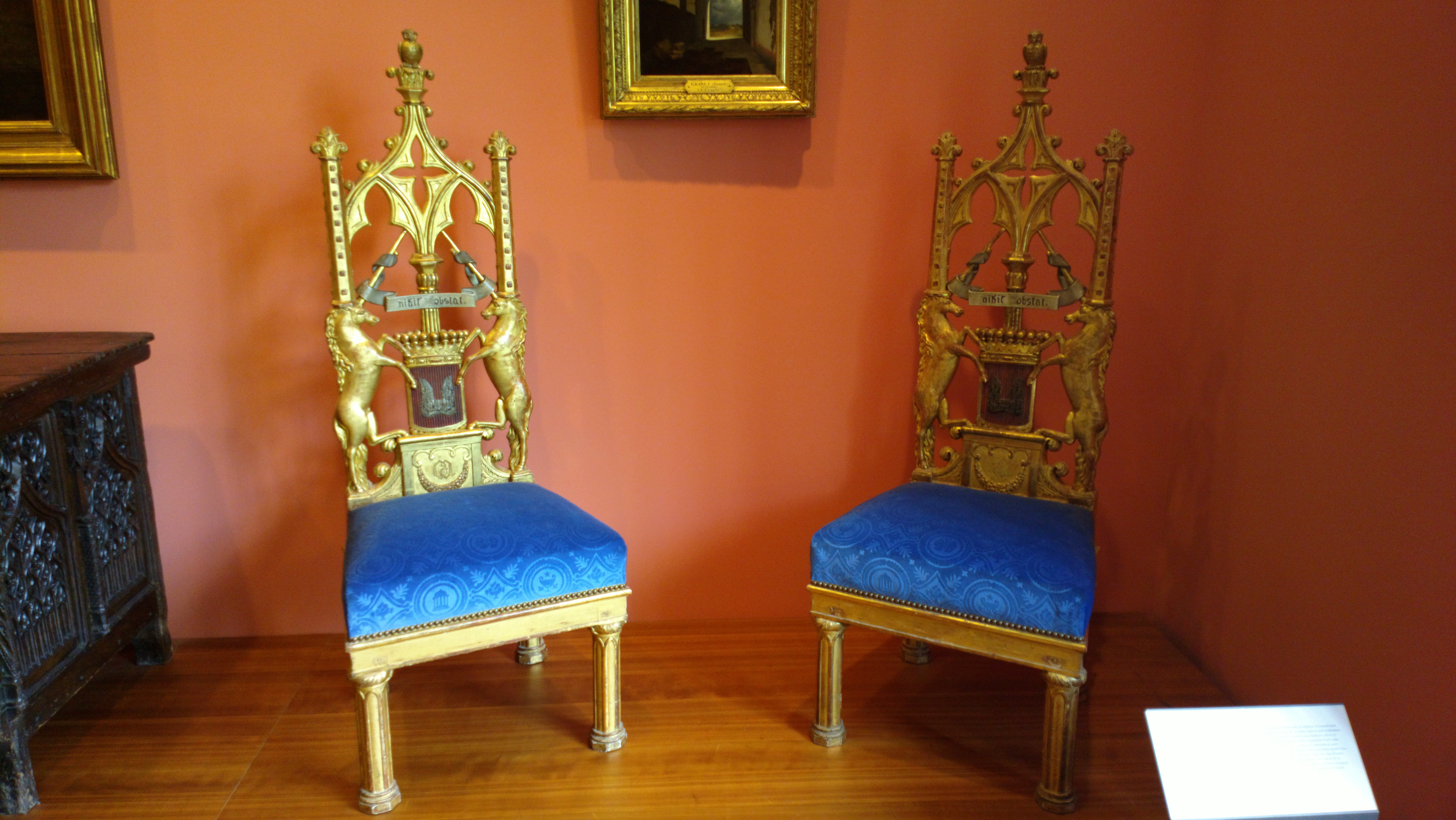
Стулья из кабинета графини де Омон. Между 1817 и 1820. Мастерская Жакоба-Демальтера. Малый дворец, Париж

В 1827 году 7-я Французская промышленная выставка для искусства мебели стала триумфом «стиля трубадур». Король Карл X лично приобрёл наиболее любопытные образцы. «Национальная античность навязывает этот странный патриотизм», иронично заметил историк Анри Бушо. В начале 1820-х годов графиня д'Омон, урождённая Эме де Тельер, поручила архитектору Александру Теодору Броньяру оформить в своём особняке две комнаты в «стиле трубадур». Построенный Броньяром Отель Омон возвышался там, где ныне находится Опера Гарнье. Эти комнаты, гостиная и кабинет, вскоре были перестроены, но известны по двум акварелям, авторами которых были Огюст Гарнере и Илер Тьерри. В Малом дворце в Париже хранится пара стульев из кабинета графини, изготовленных краснодеревщиком Жакобом-Демальтером, которые являются прекрасным примером «стиля трубадур» в мебели.
Мария Каролина, герцогиня Беррийская, делала множество заказов, в результате некоторые вещи остаются одними из самых красивых произведений «стиля трубадур». К ним относится шкатулка, заказанная на Севрской фарфоровой мануфактуре и изготовленная Жаном-Шарлем Франсуа Лелу в 1829 году. Форма шкатулки напоминает готические реликвии и те шкатулки, которые герцогиня и художник видели в средневековых религиозных коллекциях Короны. Для апартаментов герцогини во дворце Тюильри Жакоб-Демальтер в 1821 году изготовил «готический стол эбенового дерева, на котором предполагалось разместить виды замка Рони кисти Жана-Батиста Изабе» и «стол, украшенный рисунком Тьерри с готическим орнаментом и вырезанной из дерева готической стрельчатой аркой». Герцогиня не только заказывала изделия у известных современных мастеров, но и посещала антикварные лавки, «где приобрела массу предметов искусства, бронзовых изделий, часов, мебели и безделушек в готическом духе, который романтизм вернул в моду». Мария Каролина также устраивала балы, одним из самых известных эпизодов которых в 1829 году стал танец «кадриль Марии Стюарт», увековеченный в акварелях Эжена Лами и Ашиля Девериа. Среди украшений герцогини имеются миниатюры с изображениями прославленных героев средневековья и эпохи Возрождения, выполненные Эженом Лами.
Работавший значительно позднее Эжен Виолле-Ле-Дюк может считаться одним из последних представителей «стиля трубадур» в архитектуре и декоративном искусстве, о чём свидетельствует полный набор мебели, спроектированный для перестроенного им в 1860-х и 1870-х годах старинного замка Пьерфон.

### Основные произведения
- Часы в стиле «ампир-трубадур». 1810. Фирма «Masure». Этамп.
- Сервиз «дежене». Севрская фарфоровая мануфактура, роспись Александра-Эвариста Фрагонара (1780—1850)[16].
- Пара стульев из кабинета графини д’Омон. 1817—1820. Жакоб-Демальтер. Пти-Пале (Малый дворец), Париж.
- Костюм Марии Стюарт, герцогини Беррийской. 1829. Музей декоративных искусств, Бордо.
- Парные вазы Фрагонара, известные как Агнесса Сорель и Карл VII. Ок. 1825. Музей фарфора, Севр.
- Туалетные шкафы герцогини Пармской. Ок. 1847. Музей Орсе, Париж.
- Часы «Франциск I и Маргарита Наваррская». Ок. 1843. Флёри-Ришар. Музей декоративного искусства, Париж.
- Корпус орга́на. Жозеф Кувилье (1801—1893), органостроитель из Нанси. По рисунку Дезире Лорана. 1848. Базилика Сен-Никола-де-Пор.

### Комментарии
1. ↑  Статус герба в романтическом обществе начала XIX века находится в переходном состоянии. Это уже не живая, структурированная геральдика старого режима. Это ещё не научная геральдика, какой она возродится в Германии, а затем во Франции два десятилетия спустя (Pastoureau, 2004).
2. ↑  Работал с 1800 по 1825 год.
3. ↑  Работал на Севрской мануфактуре с 1818 по 1844 год.
4. ↑  Из архива замка Рони, 371/AP/8.